# 章卡武吉免登
章卡武吉免登位於武吉免登的西北邊，緊鄰亞羅街（Jalan Alor）和武吉免登路（Jalan Bukit Bintang），是吉隆坡市中心主要的夜生活區域。這裡是中高檔消費區，聚集許多大小酒吧、高檔餐廳、俱樂部和零售商店，深受中產階級、外籍人士及遊客的歡迎。

## 發展
這裡是吉隆坡的老舊社區，成立於20世紀初，街上的建築都是戰前時期遺留至今，充滿濃厚的英殖民特色。在90年代，對於戰前建築物的屋租統制法令（Rent Control Act）解禁後，吉隆坡市區的戰前建物得以自由購買或變更使用用途，使得許多市內的嬉皮人士開始專注這一帶的建築，承租後開始發揮創意，重新裝潢改造，讓這些戰前的老房子搖身一變，成為主題風格不同的時髦夜店、餐廳和概念酒吧等。
這裡的夜店酒吧的裝潢風格多以雷鬼和嬉皮風格為主，因為早期在這裡聚集的商家多深受嬉皮文化的影響，許多店家的裝潢帶有濃烈的反戰、反社會、新左派的意味，不少店家多以古巴、牙買加和南美地區的地名作為店名或售賣相關風格的食品及飲料。隨著這裡的酒吧和夜店數量增多，街上濃烈的嬉皮風也逐漸淡化。

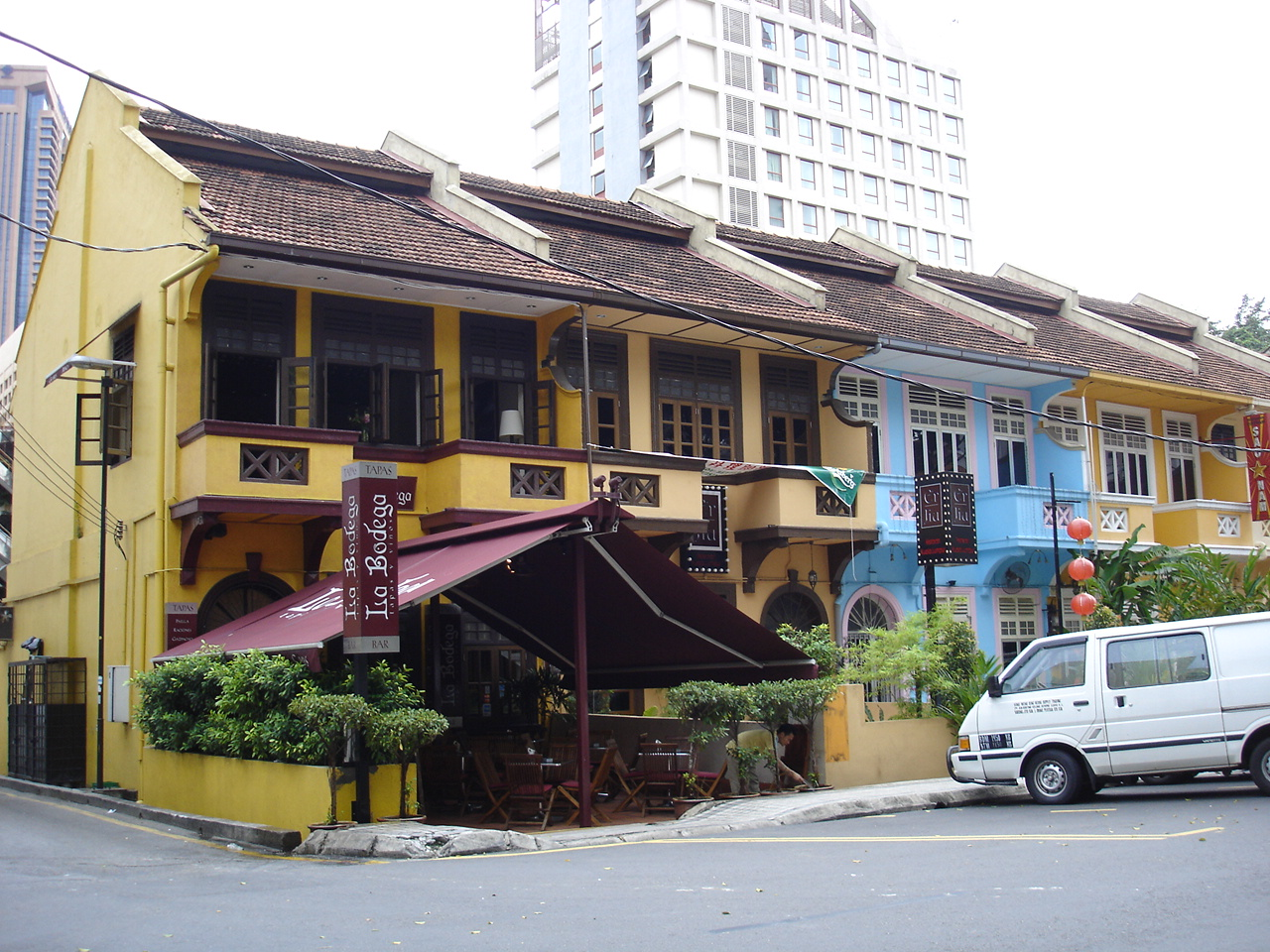
白天寧靜的章卡武吉免登

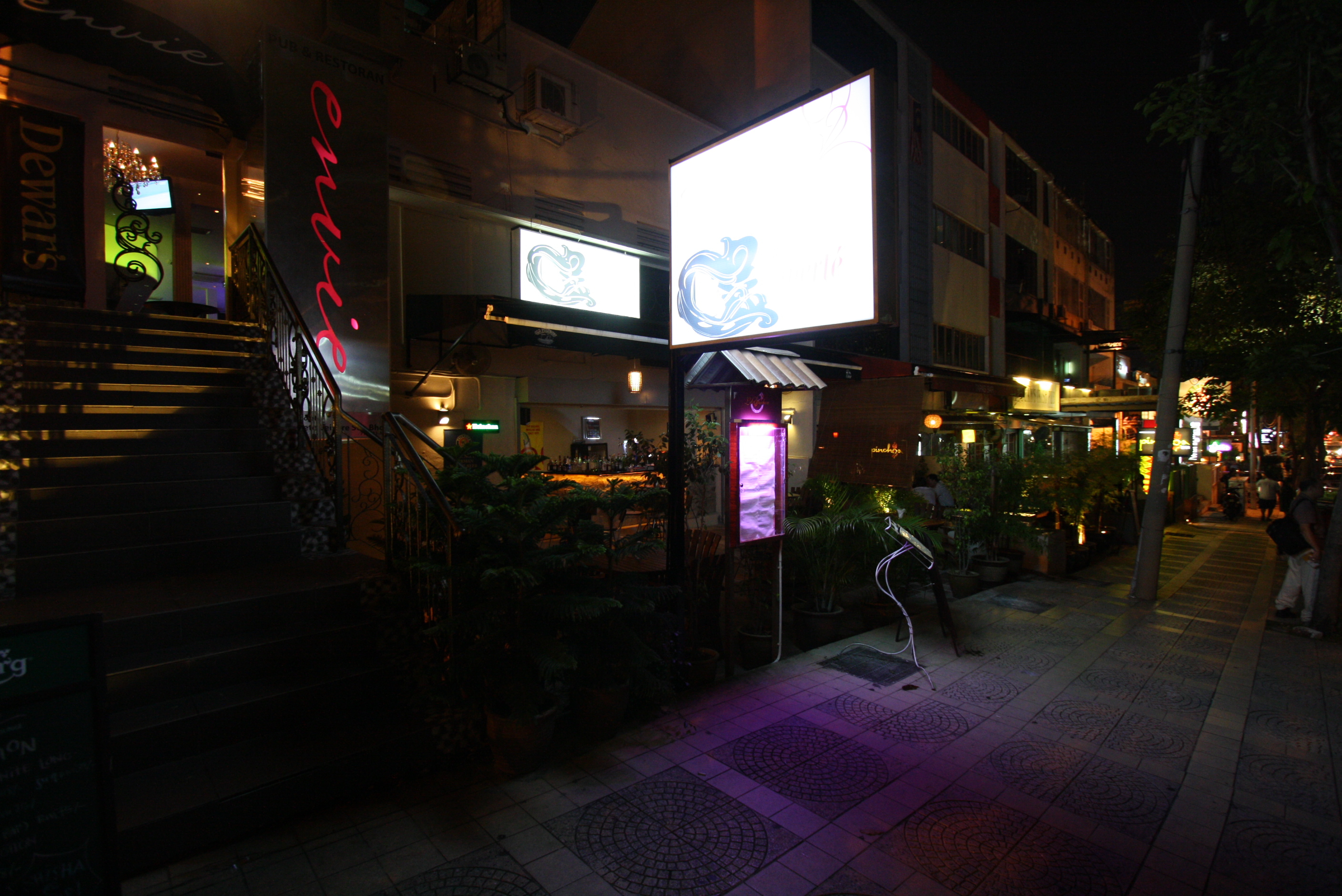
夜裡的章卡武吉免登

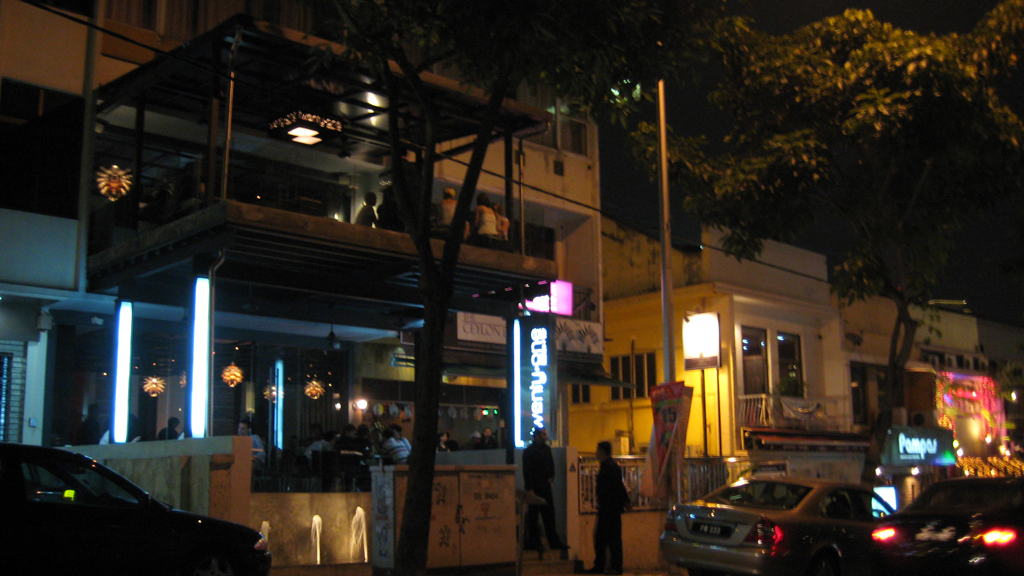
夜裡的章卡武吉免登

因這裡臨近許多的商辦大樓、觀光景點及購物中心，許多中產階級及外籍人士在下班後都選擇在這裡聚會或放鬆。大量的酒吧也吸引遊客前來，加上位在市中心和交通便利的因素，使得章卡武吉免登地區得以迅速發展，成為吉隆坡的主要觀光景點之一。酒吧區範圍也從原本的章卡武吉免登路（Changkat Bukit Bintang）拓展至Jalan Nagasari、Jalan Mesui、Lorong Ceylon和Tengkat Tong Shin一帶，除了酒吧和夜店，這裡也是爵士吧、藝廊、咖啡店和背包旅舍的聚集之地。

## 著名餐廳及酒吧
- Raggae Bar
- Yoko's
- Gypsy Wine and Bar
- The Whisky Bar
- El Cerdo
- Vision Club
- Elixir
- Havana KL
- Werner’s
- Frangipani
- Ceylon Bar
- Hemingway's
- The Green Man
- Little Havana
- Opium
- Tetto Rooftop Lounge
- The Bier Bar
- The Rabbit Hole Kuala Lumpur
- The Social
- Twenty.one Kitchen + Bar
- The Black Tie
- Feeka

## 交通
于2017年7月开放的9双加捷运的武吉免登捷运站入口A就位于章卡武吉免登的肯德基附近。